# Epioblasma personata
Epioblasma personata foi uma espécie de bivalve da família Unionidae. Foi endémica dos Estados Unidos da América. O seu habitat natural foi rios. Foi extinto devido à perda de habitat. 